# Bychowska Struga
Bychowska Struga (kaszb. Bichòwina) – rzeka, lewostronny dopływ Piaśnicy (Jeziora Żarnowieckiego) o długości 21,49 km.
Wypływa z Wysoczyzny Żarnowieckiej. Połączona jest lokalnymi strugami z jeziorami Choczewskim i Salińskim. Przepływa przez Bychowo, Słuchowo i Wierzchucino. Uchodzi do Jeziora Żarnowieckiego na południowym skraju Wierzchucińskich Błot.